# Křížová hora (Lužické hory)
Křížová hora (německy Kreuzberg), (577 m n. m.) je výrazný hřbet, vybíhající od Jedlové až k Jiřetínu. Hřbet se původně nazýval Holá lada nebo Kraví hora. Po roce 1790 byl zalesněn. Od 18. století je významným poutním místem.

## Legenda spojená s poutním místem
V 17. století, v době protireformace, kdy místní luteráni museli opustit zdejší kraj, žila v Jiřetíně čp. 57 rodina Dontova, která měla sedm synů, kteří byli nuceni přestoupit ke katolictví, nebo odejít ze země.
Hned první noc, kdy opustili svůj domov, měli stejný sen. Zjevil se jim Spasitel na kříži, a kýval jim rukou, jakoby je volal zpět. To na ně učinilo velký dojem a tak se rozhodli, že jeden z nich se má vrátit zpět a stát se katolíkem. Měl také převzít otcův majetek a na jejich pozemku postavit kříž. Volba padla na nejmladšího, který byl beztak nemocen.
Po návratu přijal katolickou víru, ale nemoc se stále horšila a když se mu ulevilo nechal na svém pozemku Kahle Haide – Holá Lada postavit krucifix. Když se ke kříži sám o berlích dobelhal a vroucně se pomodlil, byla jeho modlitba vyslyšena a uzdravil se. Místo se tak stalo známým, protože zprávy o zázračném uzdravení se začaly rychle šířit a začalo přicházet množství trpících. Na kopci zvaném již Křížová hora byla později postavena dřevěná kaple a Dontův krucifix do ní byl umístěn.
Nedlouho poté pomohlo zázračné místo dceři kupce Meusela ze Žitavy. Ten se snažil vyléčit svou slepou dceru nejdříve za pomocí lékařů. Po mnoha neúspěšných pokusech mu poradila služebná, aby ji poslal do Jiřetína. Zde se služebná modlila za navrácení zraku slepému dítěti a modlitba pomohla. Otec pak daroval z vděčnosti 500 tolarů na kostel v Jiřetíně.

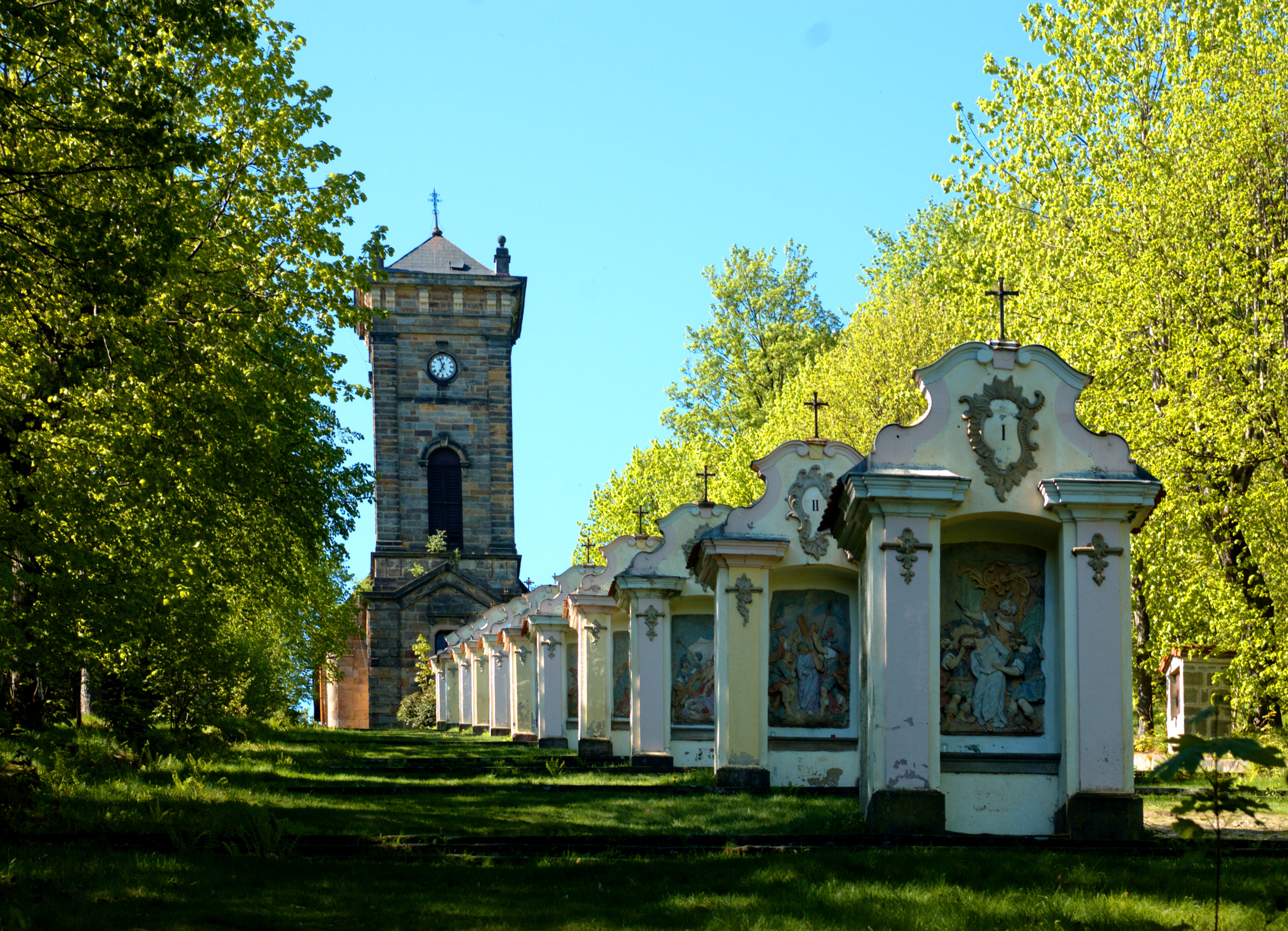
Křížová cesta u Jiřetína

### Křížová cesta
Vznik vlastní křížové cesty je spojen se jménem místního faráře z let 1696 až 1704, magistra filozofie a teologie Wenzela Gürtlera původem z České Lípy. Ten údajně nechal zřídit dřevěné kříže v místech dnešních zastavení křížové cesty.
Po roce 1759 pokračoval v započaté práci farář Gottfried Liessner původem ze Šluknova. Dal upravit prostor kolem pozdější dřevěné kaple a začal s výstavbou zastavení křížové cesty, takže mohly být vysvěceny 17. září 1764. Místo se stalo hojně navštěvovaným. Křížová cesta je druhou nejstarší ze čtrnácti ve Šluknovském výběžku.
Za prudké bouře 3. prosince 1779 byla zničena dřevěná kaple, ale krucifix zůstal nepoškozený. Podle pověsti byl zdejší obraz matky Boží Pomocnice nalezen až u Bílého potoka. Stavba nové kamenné stavby byla zahájena v roce 1783. Když dospěla až ke klenbě, bylo státem nařízeno zrušit všechny soukromé kaple. Dle odhadu povolané komise byly 5. října 1787 veškeré stavby na Křížové hoře nabídnuty na prodej za 282 zlatých. Získal je místní notář Anton Ulbricht, který je chtěl nechat strhnout. Přišel však k úrazu a zemřel. Místní lidé se pak složili a koupili od dědiců kapli i křížovou cestu a předali jí městu. Dne 1. června 1791 byla pak kaple dokončena a na oltář byl umístěn kříž, ke kterému místní malíř Augustin Donát přimaloval oba lotry. V roce 1817 vydal litoměřický biskup František Hurdálek svolení k vysvěcení kaple s právem sloužení mše svaté v oba hlavní svátky a na všechny pátky na jaře v létě i na podzim. O rok později toto svolení bylo rozšířeno na všechny dny v roce.
Už v roce 1764 byla u kaple vyhloubena studna. Kopec byl zalesněn až po roce 1790. zařízení kaple pochází z větší části kolem roku 1800. Je zde obraz stigmace sv. Františka z roku 1802. V roce 1847 bylo při vchodu zřízeno schodiště s šesti sloupy. Roku 1859 byla pořízena socha Ecce homo, kterou zhotovil J. Grot z Rumburka, mariánská socha nedaleko studny byla pořízena o devět let později díky péči kaplana Pavla Schirze a sbírkám místních jiřetínských obyvatel. Vlastní věž začala být stavěna až v červenci 1881 za děkana Karla Luttny a už roku 1886 byly vysvěceny a zavěšeny zvony. Stavělo se podle plánů architekta Karla Heidricha z Krásné Lípy a práce vedl stavební mistr Jindřich Güth z Dolního Podluží.
V roce 1893 byly instalovány nové varhany od Jindřicha Schiffnera a roku 1894 na jižní straně kaple zřízena kazatelna. První hodiny byly instalovány v roce 1868, roku 1922 je zničil blesk. Další hodiny byly zřízeny v roce 1931 a poslední v roce 1994. Hodiny na věži nad klenbou nefungují a ukazují pořád 8 hodin (údajně od druhé světové války pro zmátnutí nepřítele).

### Getsemanská zahrada

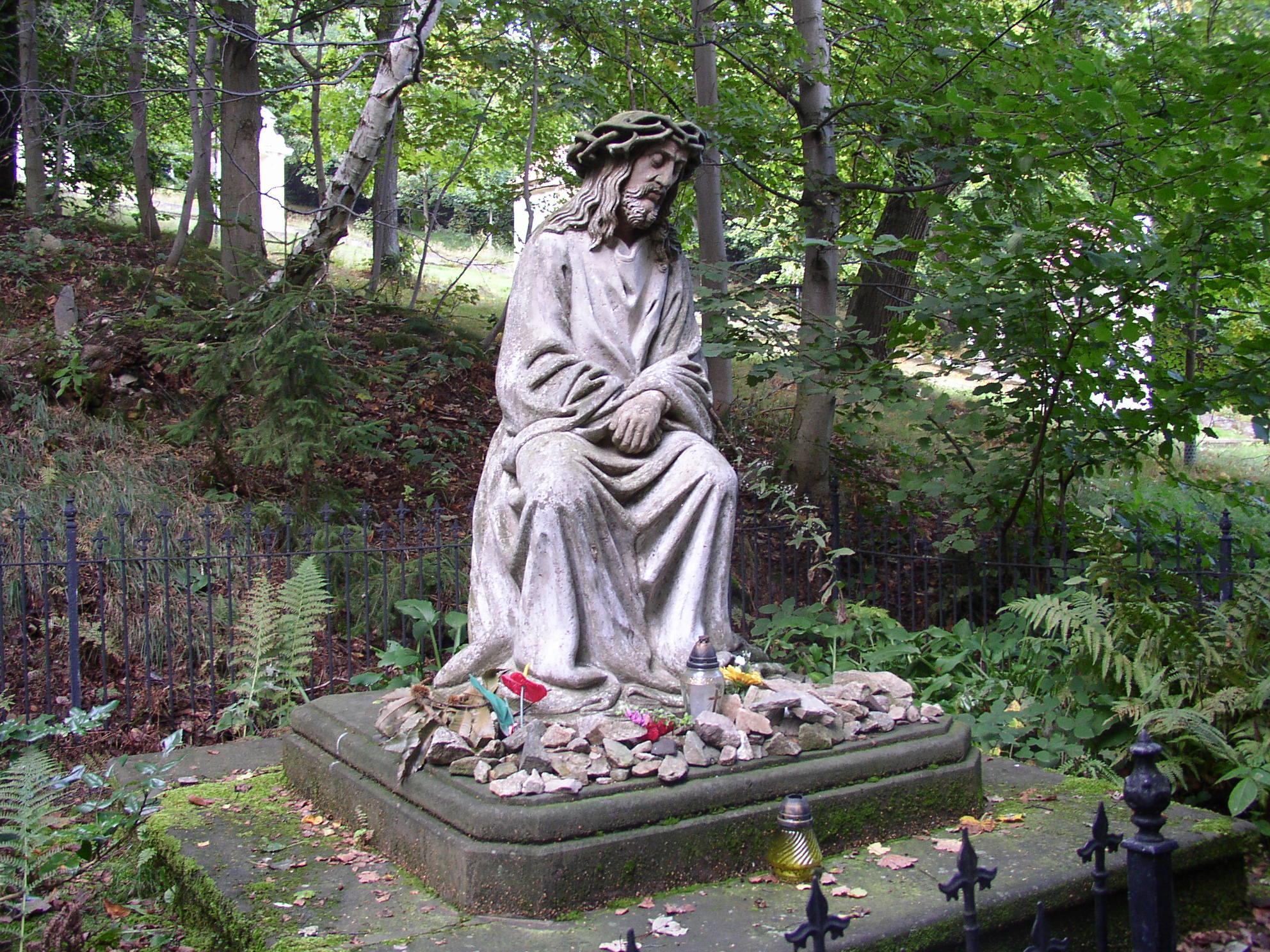
Socha Krista, Kaple Ukřižování

Na počátku křížové cesty lze spatřit spící učedníky Ježíšovy, Petra, Jakuba a Jana. Za nimi se nachází Getsemanská zahrada se sochou modlícího Ježíše, na skále před ním stojí anděl s kalichem v ruce. Zde v této zahrádce byl podle tradice postaven původní dřevěný kříž. Vlevo na kraji lesa je socha korunovaného Ježíše sedícího se třtinou ve spoutaných rukách.

### Kaple Božího hrobu

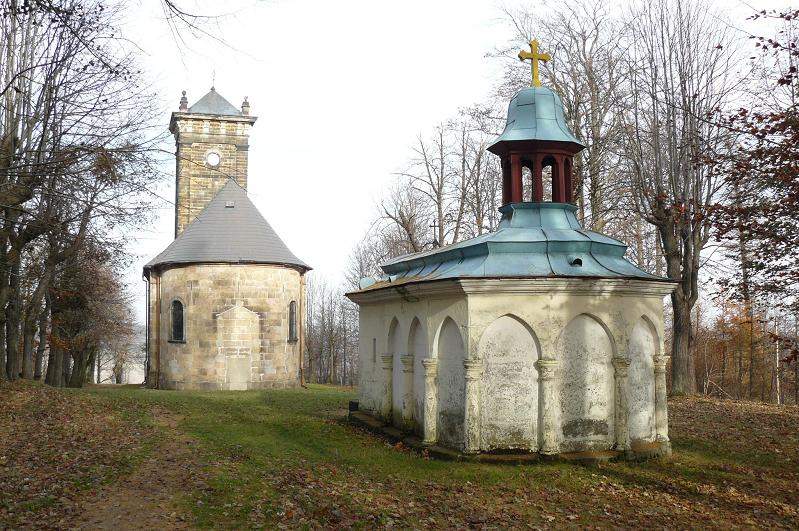
Kaple Božího hrobu

Vzadu za Křížovou kaplí stojí nízká kaplička Božího hrobu z roku 1759. Ve svém štítě měla ještě v 19. století obraz svaté Heleny, nalézající Kristův kříž. Kaple je postavena podle vzoru kaple uprostřed Chrámu Božího hrobu v Jeruzalémě. Je obdélná, trojboce ukončená, s polosloupy po obvodu, nad vchodem má volutový štít s rokokovou kartuší. Uvnitř je kaple dělena na dva prostory – přední Andělskou kaplí se vstupuje do zadního prostoru Božího hrobu. Zde je na kamenném oltáři položena socha Krista. Střecha je v místech Božího hrobu ukončena malou edikulou.

### Pramen

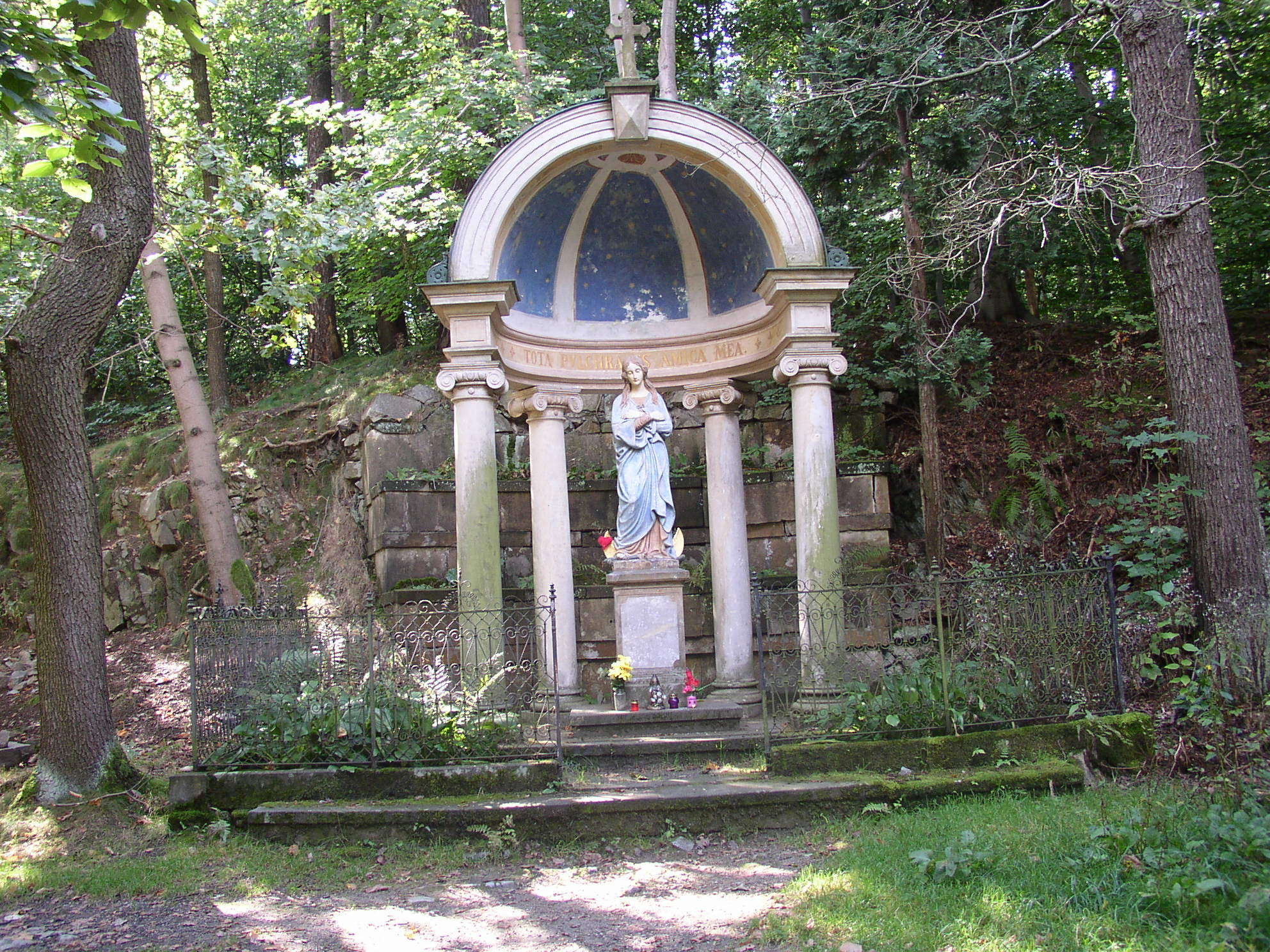
Gloriet se sochou Panny Marie

Roku 1764 byla na západní straně kaple vyhloubena studna. Podle pověsti je v ní léčivá voda, kterou věřící používali při očních chorobách a jiných nemocích. Vedle studny stojí polokruhový gloriet se sochou Neposkvrněné Panny Marie, kterou roku 1860 zhotovil Jakob Groh z Rumburka.

### Obnova poutního místa
V roce 1966 byla kaple Ukřižování zapsána jako kulturní památka, od roku 1964 je památkově chráněn celý areál. V roce 1991 zahájila obec Jiřetín pod Jedlovou obnovu křížové cesty. Pomocí sbírek, darů, z prostředků obce a finančních dotací ministerstva kultury byl ke kapli zaveden kabel elektrického vedení, opravil se krov a byly zrekonstruovány elektrické rozvody. Opraveny byly povalené ploty, uklidilo se okolí křížové cesty a byla prořezána lipová alej. Starost s areálem ale neskončila. Byla zjištěno vážné statické narušení kleneb kaple, část stavby musela být podepřena lešením. Bude třeba stavební úpravy co nejdříve dokončit, aby i v budoucnu areál Křížové hory tvořil důstojnou dominantu kraje v okolí Jiřetína pod Jedlovou.

### Poutě
K podpoře poutního místa udělil v roce 1846 papež Řehoř XVI. všem věřícím návštěvníkům plnomocné odpustky, které mohou pětkrát do roka a to na svátek narození Panny Marie, na svátek jejího Nanebevzetí, na hlavní svátek sv. Kříže po celou oktávu. Podmínkou je přijetí sv. svátosti a Otčenáš na úmysl sv. Otce.
Tradiční Svatojiřetínské pouti se zde konají vždy v neděli nejbližší svátku Povýšení sv. Kříže, který připadá na 14. září.

### Chronologie
- 1764 – 17. září vysvěcení zastavení Křížové cesty
- 1779 – 3. prosince zničení dřevěné kaple za prudké bouře
- 1783 – zahájení výstavby kamenné kaple
- 1791 – 1. června dokončení kaple
- 1817 – 17. září vysvěcení kaple s právem sloužit mši svatou
- 1869 – pořízení sochy Ecce homo
- 1881 – zahájena stavba věže
- 1886 – vysvěcení a zavěšení zvonů
- 1893 – instalace nových varhan
- 1966 – zapsání kaple Ukřižování mezi kulturní památky

## Těžba
Pod Křížovou horou probíhala v historii těžba. Viz článek Štola Jan Evangelista.